# Marga Sari
Marga Sari is een bestuurslaag in het regentschap Tangerang van de provincie Banten, Indonesië. Marga Sari telt 13.695 inwoners (volkstelling 2010).